# Речк
Речк (мађ. Recsk) град је у Мађарској. Речк је један од градова у оквиру жупаније Хевеш.

### Локација
Налази се у северозападном делу округа Хевеш, 34 километра од Ђенђеша и 24 километра од Егера. Кроз насеље пролазе магистрални пут 24 и железничка пруга Киштерење–Кал–Каполна, али се од 2007. године пруга користи само за теретни саобраћај, када је затворена и железничка станица Речк-Парадфирде са прелепом салом од дрвета (станица са магистралног пута 24 може се доћи на одвојку 24 308).

## Економија
Рудник Речк је велики рудник бакра који се налази на североистоку Мађарске у округу Хевеш. Речк представља једну од највећих резерви бакра у Мађарској и свету, са процењеним резервама од 770 милиона тона руде са 0,65% бакра. Од 1950. до октобра 1953. био је то место радног логора који је успоставио комунистички режим за држање политичких затвореника, од малих власника, социјалдемократа, аристократа и људи са страним контактима. У овом радном логору је био и песник Ђерђ Фалуди. По узору на совјетски гулаг, Рецк је држао 1700 затвореника на свом врхунцу.

## Становништво
Године 2001. 95% становништва насеља се изјаснило као Мађари, 5% Роми.
Током пописа 2011. године, 90,4% становника се изјаснило као Мађари, 13,6% као Роми, 0,6% као Немци и 0,2% као Румуни (9,2% се није изјаснило, због двојног идентитета, укупан број већи може бити на 100 %). 
Верска дистрибуција је била следећа: римокатолици 58,3%, реформисани 2,5%, лутерани 0,5%, гркокатолици 0,5%, неденоминациони 16,5% (17,9% се није изјаснило).